# 交州 (甘肃)
交州，北周、隋朝、唐朝的州。
西魏設置北秦州，後改为交州，下辖安陽郡，安陽郡下辖安陽县、烏水县。隋文帝開皇十八年（598年），交州改称紀州。隋炀帝大業元年（605年）隋朝废除紀州，管轄区域合并入渭州。唐高祖武德二年（619年），分秦州陇城县（今甘肃省秦安县东北九十里陇城镇）设置交州，隶属于秦州总管府。武德八年（625年），废除交州，合并入秦州。
唐朝交州刺史
- 权士通（622年）